# Aeroportul Marqua
Aeroportul Marqua (IATA: MQE, ICAO: YMQA) este un aeroport din Teritoriul de Nord, Australia.
Situat la o altitudine de 269 m, aeroportul dispune de o singură pistă.